# Emmenopterys
Emmenopterys es un género de plantas con flores del orden de las Gentianales de la familia de las rubiáceas. Se encuentra desde China a Indochina.

## Especies
- Emmenopterys henryi Oliv. (1889).
- Emmenopterys rehderi F.P.Metcalf (1932).